# Batalla del Tesino
La batalla del Tesino fue un enfrentamiento militar que tuvo lugar en el año 218 a. C. entre el ejército cartaginés, dirigido por Aníbal Barca, y el romano, encabezado por Publio Cornelio Escipión (padre del que más tarde será conocido como el Africano), durante la segunda guerra púnica. La victoria se inclinó por el bando cartaginés, dando así a Aníbal su primera victoria en suelo italiano.

## Antecedentes
Después de que Aníbal saliera de Hispania, el ejército liderado por Escipión fue enviado a Massilia para detener el avance del ejército cartaginés. Las dos fuerzas cruzaron sus trayectorias cerca del río Ródano, pero como estaban a varios días de distancia no hubo contacto entre ellas. Escipión ordenó que la mayor parte de su ejército continuara su marcha hacia Hispania encabezado por su hermano y legado Cneo para hacer frente a las fuerzas cartaginesas que quedaban allí, mientras que él volvió a Italia con una pequeña parte de las tropas de su ejército consular, las cuales unió al ejército de los pretores en la Galia para enfrentarse a Aníbal en las llanuras del Po. Aníbal, quien recientemente había entrado en Italia, intentaba afanosamente reclutar tropas entre las tribus galas locales cuando se enteró de la vuelta de Escipión. Aníbal decidió hacerle frente como demostración de su fuerza, esperando con esto mejorar su posición entre las tribus locales, y para obligar el repliegue de los romanos más allá del río Po. Escipión también estaba impaciente por una batalla, y decidió marchar hacia el norte del Po para enfrentarse al cartaginés. Las dos fuerzas de exploración llegaron cerca del río Tesino, cerca de Pavía, y ambos ejércitos levantaron el campamento.

## La batalla
Al día siguiente ambos ejércitos enviaron partidas de exploración. Aníbal tomó probablemente a la mayoría de los 6000 hombres de caballería que le quedaban después de cruzar los Alpes, mientras que Escipión tomó toda su caballería y un número pequeño de vélites (infantería ligera armada con jabalinas). Las dos fuerzas se encontraron casi por casualidad, las caballerías pesadas de ambas fuerzas se encontraban en el centro, donde se produjo la lucha más dura. Aníbal había guardado a su caballería más ligera de Numidia en los flancos, los cuales por órdenes de Aníbal atacaron los flancos de la formación romana donde se encontraban los vélites. La línea se derrumbó, lo cual permitió a los númidas atacar a la caballería romana por los flancos, y ésta al verse atacada por dos frentes rompió filas y huyó hacia su campamento. Escipión padre resultó herido en la batalla y no pereció gracias a la intervención de su hijo, también llamado Publio Cornelio Escipión (el futuro vencedor de Aníbal), según Tito Livio; aunque otras fuentes más cercanas a la época, como la de Lucio Coelius, hablan de un esclavo de origen ligur como salvador del cónsul.

## Consecuencias

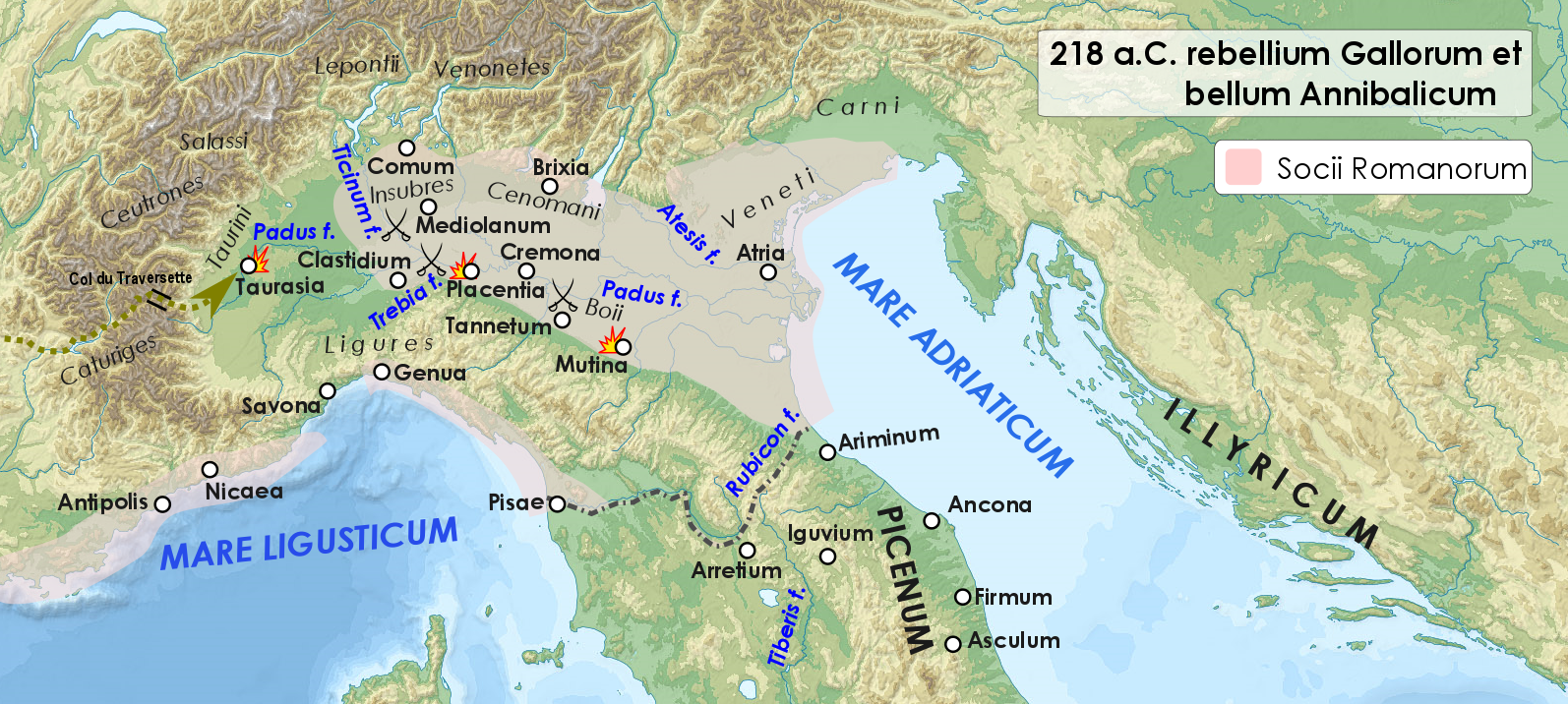
218 aC

El resultado inmediato de la batalla no tuvo mayores consecuencias, ya que ambas fuerzas sufrieron solamente reveses de menor importancia y la fuerza principal de cada ejército quedó intacta. Sin embargo, como resultado de la derrota de Roma en el Tesino, los Galos se animaron a unirse al bando cartaginés. Pronto todo el norte de Italia se alió con Aníbal, los refuerzos galos y ligures aumentaron el ejército de Aníbal hasta 40 000 hombres. Con este importante refuerzo el ejército de Aníbal estaba preparado para invadir Italia. Escipión, herido en la batalla, se retiró a través del río Trebia con su ejército intacto, y acampó en la ciudad de Placentia para aguardar los refuerzos del otro cónsul, Tiberio Sempronio Longo. El resultado sería la batalla del Trebia.

### Clásicas
- Tito Livio. Historia de Roma desde su fundación. Libros XI (cap. 1-25) y XXVI (cap. 3). Madrid: Editorial Gredos (1993). ISBN 978-84-249-1428-8.
- Polibio. Historias. Libro III (cap. 41-67). The Loeb Classical Library (1992). ISBN 883179986X.